# ألفارو إسبينوزا
ألفارو إسبينوزا (بالإسبانية: Álvaro Espinoza) هو لاعب كرة قاعدة فنزويلي، ولد في 19 فبراير 1962 في كارابوبو في فنزويلا.

## وصلات خارجية
- ألفارو إسبينوزا على موقعبيزبول رفرنس.كوم (الدوري الرئيسي) (الإنجليزية)
- ألفارو إسبينوزا على موقعبيزبول رفرنس.كوم (الدوري الثانوي) (الإنجليزية)
- ألفارو إسبينوزا على موقع مشجعي الرسوم البيانية (الإنجليزية)